# L'incanto della strega
L'incanto della strega (魔女の媚薬?, Majo no biyaku, lett. "Incantesimo di desiderio") è un manga scritto e disegnato da Tomu Ōmi. La serializzazione originale era sulla rivista Petit Comic di Shogakukan e a seguire i capitoli sono stati raccolti in cinque volumetti tankōbon. L'edizione italiana è iniziata il 31 marzo 2017 e terminata il 16 aprile 2021 per opera della casa editrice RW Edizioni sotto l'etichetta Goen.

## Trama
Kaoruko, detta "Koko" è una giovane donna che conduce un negozio di erboristeria su una collina fuori dalla città e ha un legame particolare con il mondo naturale. L'arte di curare con le piante le è stata trasmessa dalla nonna, recentemente scomparsa, che le ha lasciato in eredità l'erboristeria. Un giorno arriva al negozio Kaname Hibiki, un avventore piuttosto strano, che le confida che sua madre è ancora viva ed è una strega nera, votata alle forze maligne, mentre la nonna che l'ha allevata e cresciuta era anch'essa una strega, ma bianca, quindi con intenti benefici. Anche Koko è una strega, le spiega lo straniero, ma il suo potere non è ancora stato risvegliato e Hibiki le spiega che è lì per proteggerla, infatti qualora dovesse avvenire, molti altri personaggi si metterebbero sulle sue tracce per rubarle il "potere della Regina delle Streghe" ereditato da sua madre.

## Volumi
| Nº | Data di prima pubblicazione | Data di prima pubblicazione | Data di prima pubblicazione | Data di prima pubblicazione |
| Nº | Giapponese                  | Giapponese                  | Italiano                    | Italiano                    |
| -- | --------------------------- | --------------------------- | --------------------------- | --------------------------- |
| 1  | 10 aprile 2012              | ISBN 978-4-09-134397-0      | 31 marzo 2017               | ISBN 978-88-6712-535-7      |
| 2  | 9 agosto 2012               | ISBN 978-4-09-134608-7      | 10 febbraio 2018            | ISBN 978-88-6712-568-5      |
| 3  | 8 febbraio 2013             | ISBN 978-4-09-135108-1      | 7 dicembre 2019             | ISBN 978-88-6712-598-2      |
| 4  | 9 agosto 2013               | ISBN 978-4-09-135500-3      | 26 marzo 2021               | ISBN 978-88-6712-859-4      |
| 5  | 10 gennaio 2014             | ISBN 978-4-09-135698-7      | 16 aprile 2021              | ISBN 978-88-9284-049-2      |

## Accoglienza
Matilde Losani di Fumetto d'Autore affermò che la storia sembrava avere sviluppi interessanti e che apprezzava il fatto che non fosse una storia infinita, ma che si concludeva in 5 volumi. Apprezzò la profondità conferita allo sguardo della protagonista e l'abbigliamento di Kaname, non di facile realizzazione in quanto sempre vestito di nero, creando non poche difficoltà nell'uso della china.